# Pedro Rapoula
Pedro Pio Riscado de Nabais Rapoula (Lisboa, 16 de dezembro de 1977) é um gestor cultural, poeta e tradutor português. Foi assessor cultural do Presidente da República (2006–2013), diretor da Feira Internacional do Livro de Bogotá (2016), adido cultural na Colômbia e no Panamá, e chefe de gabinete da Ministra da Cultura (2024–2025). Desde julho de 2025 exerce funções como chefe do Gabinete do Ministro Adjunto e da Reforma do Estado.

## Biografia e formação
Licenciou-se em Relações Internacionais pela Faculdade de Economia da Universidade de Coimbra (1995–1999) e frequentou programas internacionais no Institut d’Études Politiques de Paris (1998–1999) e na Universidade de São Paulo (1999).

## Carreira profissional
De 2000 a 2006 trabalhou em comunicação institucional no Banco Santander Totta e na Lift Consulting.  
Entre 2006 e 2013 foi assessor cultural do Presidente da República Portuguesa e, em acumulação, vogal da Comissão para as Comemorações do Dia de Portugal (2006–2012).
Em 2013 foi consultor para as Relações Internacionais do Instituto Distrital de las Artes de Bogotá (Idartes).  
Entre 2013 e 2023 exerceu funções de representação cultural nas embaixadas de Portugal em Colômbia (2013; 2014–2016; 2016–2022) e no Panamá (2022–2023).  
Em 2016 foi diretor da FILBo.
Entre abril de 2024 e junho de 2025 foi chefe de gabinete da Ministra da Cultura do XXIV Governo Constitucional, passando depois a chefe do Gabinete do Ministro Adjunto e da Reforma do Estado do XXV Governo Constitucional.

## Atividade literária
Publicou o livro de poesia E chega setembro (Edições Guilhotina, 2019).  
Traduziu para português autores como Juan Gabriel Vásquez, Pilar Quintana, Aixa de la Cruz e James Baldwin.  
Para espanhol traduziu obras de poetas portugueses como Filipa Leal, Ruy Belo, Ana Luísa Amaral, Maria do Rosário Pedreira, Inês Fonseca Santos, Dulce Maria Cardoso e Maria Quintans, no âmbito da coleção Puro Pássaro (Colômbia).

## Atividade artística
Como artista visual apresentou várias exposições individuais em Lisboa e Bogotá, incluindo Caixas Construídas – Iconografias (2001), Portugal Deluxe (2006), Primavera – There is no such thing as hope (2009), The dahlias sleep in the empty silence (2014) e In the silent darkness – Ensayo sobre el olvido (2019).  
Participou em exposições coletivas em Genebra, Lisboa, Meymac (França) e outras cidades.  

## Conferências
Em 2018 participou em conferências sobre a internacionalização do fado em Buenos Aires, Santiago do Chile, Bogotá, Lima e Cidade do Panamá.  
Em 2024 participou no Correntes d'Escritas, na Póvoa de Varzim, integrando a mesa Há sempre qualquer coisa que está para acontecer.
Foi convidado para fazer a apresentação do livro *Pais & Filhos* (2023), de Pedro Penim, no Teatro Municipal São Luiz — evento que contou também com intervenções deAnabela Mota Ribeiro e José Vieira Mendes.

## Vida pessoal
Pedro Rapoula é casado com Nuno Monteiro desde 1 de dezembro de 2012. O casal tem uma filha, nascida em agosto de 2015. 

## Obras publicadas

### Poesia
- E chega setembro (Edições Guilhotina, 2019) ISBN 978-989-99617-4-6

### Traduções do espanhol para português
- Pilar Quintana, A cadela (D. Quixote, 2021)
- Juan Gabriel Vásquez, Viagens com um mapa em branco (INCM, 2021)
- Pilar Quintana, Os abismos (D. Quixote, 2022)
- Aixa de la Cruz, As herdeiras (D. Quixote, 2024)
- James Baldwin, Notas de um Filho da Terra (Alfaguara, 2024)
- Aixa de la Cruz, Mudar de ideias (D. Quixote, 2025)

### Traduções do português para espanhol
- Filipa Leal, En los días tristes no se habla de aves (Tragaluz, 2016)
- Inês Fonseca Santos, Las cosas (Puro Pássaro, 2018)
- Maria do Rosário Pedreira, Y amores imperfectos (Puro Pássaro, 2018)
- Dulce Maria Cardoso, Todo son historias de amor (Tragaluz, 2019; La Umbría y la Solana, 2020)
- Golgona Anghel, Nadar en la piscina de los niños (Puro Pássaro, 2019)
- Maria do Rosário Pedreira, La biblioteca del abuelo (Puro Pássaro, 2019)
- Ana Luísa Amaral, Qué hay en un nombre (Puro Pássaro, 2020)
- Ruy Belo, Poemas cotidianos (Puro Pássaro, 2020)
- António Pinto Ribeiro, ¿Podemos descolonizar los museos? (Puro Pássaro, 2020)
- André Tecedeiro, El cuerpo del fugitivo (Puro Pássaro, 2022)
- Maria Quintans, La poesía es una mujer despierta (Puro Pássaro, 2022)

### Letras de canções
É autor de letras interpretadas por artistas portugueses e latino-americanos, entre os quais:  
- Trago um fado – Joana Amendoeira
- Amor sem tamanho – Katia Guerreiro
- Cais da Saudade – Katia Guerreiro
- Traigo un canto – Monica Giraldo

## Condecorações

### Nacionais
- Comendador da Ordem do Infante D. Henrique (2013)[10]

### Estrangeiras
- Comendador de Número da Ordem do Mérito Civil (Espanha, 2007)
- Grande-Oficial da Ordem do Mérito (Polónia, 2009)
- Oficial da Cruz de Mérito (Alemanha, 2009)
- Grande-Oficial da Ordem do Mérito (Noruega, 2009)
- Grande-Oficial da Ordem da Independência (Jordânia, 2009)
- Grande-Oficial da Ordem de Bernardo O’Higgins (Chile, 2010)
- Comendador da Ordem do Mérito (Luxemburgo, 2010)
- Comendador da Ordem do Mérito (Lituânia, 2011)
- Grande-Oficial da Ordem da Real Estrela Polar (Suécia, 2011)[11]